# 具滋春

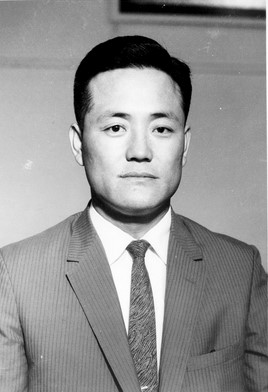
具滋春

具 滋春（ク・ジャチュン、朝鮮語: 구자춘、1932年5月11日 - 1996年2月10日）は、韓国の政治家、陸軍軍人、官僚。元済州道知事、水産庁長、慶尚北道知事、ソウル特別市長、内務部長官。第13・14代国会議員。号は道玄（トヒョン、도현）。本貫は綾城具氏。

## 経歴
日本統治時代の慶尚北道達城郡（現・大邱広域市達城郡）に生まれた。大邱農林学校卒業。1950年に陸軍総合学校を卒業して陸軍少尉に任官され、朝鮮戦争に参戦。前線の指揮官として活躍した。1954年に米国砲兵学校を卒業した。1963年に大領として予備役に編入。
1961年に軍団砲兵隊隊長、その後に忠清南道道警局長、1962年に全南道警局長、1963年に内務部治安局情報課長、1964年にソウル特別市警察局長、1966年に警察専門学校の校長を歴任した。また、1961年に国学大学（現・高麗大学校）政治学科卒、1963年に東国大学校大学院卒、その後はジョージタウン大学国際問題研究所で修学した。
官僚としては1968年に官選の済州道知事、1969年に水産庁長、1971年に慶尚北道知事を歴任した。1974年に行政能力と指揮能力を認められ、ソウル特別市長に任命され、4年4か月間務めた。在任中は推進力が非常に強かったと評され、特に乙支路・清渓路・鍾路など道路の拡幅および江南地域の開発を含む3核都市構想に注力し、「荒野の無法者」というニックネームも得た。また、ソウル地下鉄2号線の建設も彼の在任中に推進され、特にもともと往十里 - 乙支路 - 麻浦 - 汝矣島 - 永登浦という予定の放射線であった2号線の路線をわずか20分で地図に鉛筆で描き加え、麻浦と汝矣島を避けて堂山・九老工業団地・舎堂・瑞草・江南・蚕室地域を通る環状線の経路に変えたというエピソードもある。1978年に抜擢され内務部長官を務めたが、朴正煕暗殺事件での戒厳令発布、崔圭夏過渡政府の形成と解体、粛軍クーデターなどの激変の渦中で内務部長官を辞任した。その後は全斗煥の新軍部により金鍾泌などと共に不正蓄財の疑いで調査を受けた。
1987年の6月民主抗争の結果である直選制改憲によって実施される大統領選挙を控え、金鍾泌と共に新党の新民主共和党を結成し、新民主共和党副総裁・慶尚北道支部委員長を務めた。1988年の第13代総選挙では達城・高霊選挙区で初当選した。1990年の3党合党以降は民主自由党に入って党務委員を務めた。1992年の第14代総選挙では民自党の推薦を受けて再選された。1994年には国会国防委員会委員、市友会第2代会長を務めた。1995年には民自党を離党し、金鍾泌と共に新党の自由民主連合を結成し、自民連大邱達城郡地区党委員長・副総裁を務めた。他には独立記念館理事、韓日議員連盟副会長を務めたことがある。
1996年4月の第15代総選挙への出馬を表明したものの、同年2月10日に急逝した。

## 賞勲
- 銀星忠武勲章
- 金星花郎勲章
- 武功勲章
- 緑条素星勲章
- 中華民国景星大綬章
- 青条勤政勲章
- ガボン国一等修交勲章[2]

## 親族
朝鮮日報記者、統一研究所所長を務めた息子は第19代総選挙と第20代総選挙に出馬したことがある。